# Nyctimene draconilla
Nyctimene draconilla је врста сисара из реда слепих мишева и породице велики љиљци. 

## Распрострањење
Врста је присутна у Индонезији и Папуи Новој Гвинеји.

## Станиште
Врста Nyctimene draconilla има станиште на копну.

## Угроженост
Подаци о распрострањености ове врсте су недовољни.

### Популациони тренд
Популациони тренд је за ову врсту непознат.